# Arroyo de Clara
El Arroyo de Clara es un curso de agua uruguayo que atraviesa el departamento de Tacuarembó perteneciente a la cuenca hidrográfica del Río de la Plata.
Nace en la Cuchilla de Clara y desemboca en el río Negro tras recorrer alrededor de 41 km.